# Suizy-le-Franc
 Suizy-le-Franc  es una población y comuna francesa, en la región de Champaña-Ardenas, departamento de Marne, en el distrito de Épernay y cantón de Montmort-Lucy.

## Demografía
| 135 | 100 | 81 | 67 | 76 | 91 |
| Para los censos de 1962 a 1999 la población legal corresponde a la población sin duplicidades (Fuente: INSEE [Consultar]) |     |    |    |    |    |